# Горановци (Кюстендилская область)
Горановци (болг. Горановци) — село в Болгарии. Находится в Кюстендилской области, входит в общину Кюстендил. Население составляет 108 человек.

## Политическая ситуация
Кмет (мэр) общины Кюстендил — Петыр Георгиев Паунов (коалиция в составе 3 партий: Демократы за сильную Болгарию (ДСБ), Союз демократических сил (СДС) и партия «АТАКА») по результатам выборов.